# Momoiro Sparkling
Momoiro Sparkling è il sedicesimo singolo del gruppo giapponese Cute, pubblicato il 25 maggio 2011.

## Informazioni
Il singolo è molto estivo; le versioni disponibili del singolo erano A, B, Regular ed Event V. La canzone è stata scritta e prodotta da Tsunku.

## Vendite
Le vendite totali sono state di 23 961 copie, maggiori rispetto a Kiss me ashiteru ma minori rispetto ad Aitai Lonely Christmas.

## Tracce
1. Momoiro Sparkling (桃色スパークリング) – 4:05
2. Faraway (FARAWAY) – 4:59
3. Momoiro Sparkling (桃色スパークリング) – Strumentale